# Rockingham (Vermont)
Pour les articles homonymes, voir Rockingham.
Rockingham est une ville américaine située dans le Comté de Windham, dans le Vermont. Selon le recensement de 2020, sa population est de 4 832 habitants.